# Primarette
 Primarette es una comuna francesa situada en el departamento de Isère, en la región Auvernia-Ródano-Alpes.

## Demografía
| 408 | 365 | 364 | 428 | 595 | 620 | 717 |
| Para los censos de 1962 a 1999 la población legal corresponde a la población sin duplicidades (Fuente: INSEE [Consultar]) |     |     |     |     |     |     |